# フィーバーメガクィーン
フィーバーメガクィーンは、1997年11月にSANKYOが発売した、光るドラムと鮮やかな盤面のデザインが特徴的なパチンコ機のシリーズ名。
CRフィーバーメガクィーンGPとフィーバーメガクィーンEXの2機種がある。

## 概要
ドラム型のデジパチ。本機が発売される以前にSANKYOから登場したフィーバークィーンⅡやフィーバーメガポリス、フィーバーアラビアンなどのリーチアクションや予告演出が引き継がれたものとなっている。

CR機は、3•5•7図柄のいずれかが揃うか、大当たり図柄に関係なくダブルリーチの形で図柄揃いした場合に確変に突入する。

現金機は時短搭載タイプで、大当たり図柄によって時短回数は異なる。最大で200回、C•T図柄のいずれかが揃う大当たりの場合は時短回数が0回なので時短には突入しない。

## スペック
- CRフィーバーメガクィーンGP
  - 賞球数 6&15
  - 大当たり最高継続 16R
  - 大当たり確率 1/359
  - 確変中大当たり確率　1/59.8
  - 確変突入率　1/2
  - 確変期間　次回大当たりまで　5回リミッター
- フィーバーメガクィーンEX
  - 賞球数 5&13
  - 大当たり最高継続 16R
  - 大当たり確率 1/223
  - 時短突入率　3/4
  - 時短回数
    - 3•7 200回
    - 1•5 120回
    - E•Z　60回

## 図柄
- 1
- 3
- 5
- 7
- C
- E
- T
- Z

## 演出
リーチアクションは、ノーマルリーチを含めて全6種類ある。

ノーマルリーチでプラス1コマハズレから発展し、中出目が高速回転し停止する「クイックリーチ」と、クイックリーチからさらに発展し、高速→低速を繰り返す「クイックスローリーチ」と、ノーマルリーチでマイナス1コマハズレから発展する「メガロールリーチ」と、メガロールリーチから発展し、1/8のコマ送りアクションを行う「メガロールSPリーチ」と、全回転リーチの「メガハイパーリーチ」がある。

メガハイパーリーチには図柄が揃った状態で停止するパターンと、ハズレ図柄で停止するパターンがある。メガハイパーリーチは、周回が多くなるにつれて確変で当たる割合が高くなり、3周目に突入すればダブルリーチでの確変当たりが確定する。

クイックスローリーチとメガロールSPリーチには図柄停止後にコマ戻りの逆回転アクションも搭載されている。

右出目が停止する時に、効果音を伴いながらスベるアクションがある。このアクションの名称は「メガビーム」で、連続で発生してリーチが掛かると大当たりの信頼度が高くなる。

## コンシューマ移植
- SANKYO FEVER実機シミュレーション Vol.2(プレイステーション用)
  - 『SANKYO FEVER実機シミュレーション Vol.2』(プレイステーション用、ティー・イー・エヌ研究所、1997年12月25日発売、SLPS-01176、JAN-4997940200064)にCRフィーバーメガクィーンGPが収録。
- SANKYO FEVER実機シミュレーション Vol.3(プレイステーション用)
  - 『SANKYO FEVER実機シミュレーション Vol.3』(プレイステーション用、ティー・イー・エヌ研究所、1998年5月28日発売、SLPS-01393、JAN-4997940200071)にフィーバーメガクィーンEXが収録。

## サウンドトラック
- 『SANKYO FEVER SOUNDS ザ・パチンコ・ミュージック・フロム・SANKYO 6』 キングレコード、1998年8月21日。KICA-1214。
  - BGMが収録されている。